# Некуда бежать
«Некуда бежать» (англ. Nowhere to Run) — американский художественный фильм 1993 года в жанре боевика, снятый режиссёром Робертом Хармоном. Главные роли исполнили Жан-Клод Ван Дамм, Розанна Аркетт, Киран Калкин, Тед Ливайн, Джосс Экланд и Тиффани Таубман.
Премьера фильма состоялась 15 января 1993 года в США. Фильм имел коммерческий успех — затраченные на съёмки средства с прибылью окупились в кинопрокате.

## Сюжет
Сэм Джиллен и его друг Билли участвовали в ограблении банка. При аресте Сэм взял вину на себя. Когда его перевозят в автобусе к месту заключения в одну из тюрем на Среднем Западе, Билли помогает другу устроить побег. Билли погибает от пули снайпера, а Сэму удаётся скрыться.
Сэм прячется рядом с отдалённой фермой, в которой обитает молодая одинокая женщина Клэйди Андерсон вместе со своими двумя детьми: мальчиком Майком по прозвищу Муки и девочкой Бри. Сэму удаётся сдружиться с этими сельскими жителями, а они помогают ему прятаться. Когда Сэм готов следовать дальше, возникают непредвиденные обстоятельства, которые вынуждают его остаться и помогать людям, которые стали ему близки.
В доме появляется скупщик земли Фрэнклин Хэйл, который хочет приобрести земельный участок Клэйди вместе с её домом. На этом месте он планирует создать место отдыха. Попытки к сопротивлению для Клэйди безуспешны — судья подкуплен, а Хэйл действует вместе с бандитами. Помешать планам Хэйла может только Сэм Джиллен — между ним и финансовым магнатом начинается безжалостная борьба.
Бандиты силой вынуждают Клэйди подписать документы на передачу земли и дома Хэйлу, но и этого им недостаточно — они хотят испепелить всё её владение, чтобы не осталось никаких следов. Сэм вмешивается в эту несправедливую ситуацию и ему удаётся остановить бандитов. Но в конце Сэма арестовывает полиция и он снова должен отбывать тюремный срок.

## В главных ролях
- Жан-Клод Ван Дамм — Сэм Джиллен
- Розанна Аркетт — Клайди Андерсон
- Киран Калкин — Майк Андерсон или просто Муки
- Тиффани Таубман — Бри Андерсон
- Джосс Экланд — Фрэнклин Хэйл
- Тед Ливайн — мистер Данстон
- Эдвард Блэтчфорд — шериф Лонни Коль
- Энтони Штарк — Билли
- Джеймс Грин — клерк на складе

## Съёмочная группа
- Авторы сценария: Джо Эстерхаз, Лесли Боэм, Рэнди Фелдмэн и Ричард Маркуанд
- Режиссёр: Роберт Хармон
- Продюсеры: Гэри Эделсон и Крэйг Баумгартен
- Оператор: Дэвид Гриббл
- Композитор: Марк Айшем
- Художник: Джей Деннис Вашингтон
- Монтаж: Марк Хелфрич и Зак Стэнберг
- Костюмы: Джамила Мариана Факри и Джамила Смит

## Реакция

### Кассовые сборы
При бюджете в 15 млн долларов фильм окупился в прокате, собрав 22 189 039 долларов в США и 41,9 млн долларов за пределами страны .

### Оценки
Фильм был холодно встречен кинокритиками — из 23 рецензий, собранных на сайте-агрегаторе Rotten Tomatoes, фильм получил лишь 30% положительных отзывов.

### Награды и номинации
Жан-Клод Ван Дамм в 1993 году был номинирован телешоу Кинонаграды MTV в категории Самый желанный мужчина (англ. Most Desirable Male).